# Ayuntamiento de Puerto Real
El Ayuntamiento de Puerto Real es la institución que se encarga de gobernar la villa de Puerto Real en la provincia de Cádiz. Está precedido por el alcalde de dicho municipio, el cual, desde 1979 es elegido democráticamente. Desde el  28 de mayo de 2023, ostenta la alcaldía Aurora Salvador, de Izquierda Unida (IULV-CA).

## Historia
El ayuntamiento puertorrealeño adquirió en 1908 un solar que había sido construido como vivienda entre 1853 y 1854 convirtiéndolo en la casa consistorial. Se situaba en la actual plaza de Blas Infante y fue diseñado por Francisco López Domínguez.

## Alcaldes
A lo largo de la historia ha habido muchos alcaldes en la Villa de Puerto Real, siendo el primero de la democracia José Antonio Barroso, de Izquierda Unida (IULV-CA). Además, fue el único de la villa en durar dos etapas en el consistorio puertorrealeño.
| Periodo   | Nombre                                                       | Partido                                                       |
| --------- | ------------------------------------------------------------ | ------------------------------------------------------------- |
| 1979-1983 | José Antonio Barroso Toledo                                  | Partido del Trabajo de España (PTE)                           |
| 1983-1987 | José Antonio Barroso Toledo                                  | Unidad Puertorrealeña (UP)                                    |
| 1987-1991 | José Antonio Barroso Toledo                                  | Izquierda Unida (IU)                                          |
| 1991-1995 | José Antonio Barroso Toledo                                  | Agrupación Democrática de la Izquierda (ADI)                  |
| 1995-1999 | Antonio Carrión López (1995-1998) Antonio García (1998-1999) | Partido Popular (PP) Partido Socialista Obrero Español (PSOE) |
| 1999-2003 | José Antonio Barroso Toledo                                  | Izquierda Unida (IU)                                          |
| 2003-2007 | José Antonio Barroso Toledo                                  | Izquierda Unida (IU)                                          |
| 2007-2011 | José Antonio Barroso Toledo                                  | Izquierda Unida (IU)                                          |
| 2011-2015 | Maribel Peinado Pérez                                        | Partido Andalucista (PA)                                      |
| 2015-2019 | Antonio Javier Romero Alfaro                                 | Sí Se Puede (SSP)                                             |
| 2019-2023 | Elena Amaya León                                             | Partido Socialista Obrero Español (PSOE)                      |
| 2023-act. | Aurora Salvador                                              | Izquierda Unida (IU)                                          |

Entre 1973 y 1979, el alcalde fue José María Sasián Marroquí.

## Resultados electorales
| Partido político                                         | 2023  | 2023  | 2023       | 2019         | 2019         | 2019         | 2015  | 2015  | 2015       | 2011  | 2011  | 2011       | 2007  | 2007  | 2007       |
| Partido político                                         | %     | Votos | Concejales | %            | Votos        | Concejales   | %     | Votos | Concejales | %     | Votos | Concejales | %     | Votos | Concejales |
| Izquierda Unida (IU)                                     | 33,40 | 6164  | 8          | Con Adelante | Con Adelante | Con Adelante | 6,67  | 1217  | 1          | 10,25 | 1920  | 2          | 34,11 | 5683  | 8          |
| Partido Socialista Obrero Español (PSOE)                 | 19,41 | 3582  | 5          | 28,90        | 5335         | 7            | 15,78 | 2880  | 3          | 11,00 | 2061  | 2          | 30,14 | 5022  | 7          |
| Unidad Andalucista (UA)                                  | 16,04 | 2961  | 4          | —            | —            | —            | —     | —     | —          | —     | —     | —          | —     | —     | —          |
| Partido Popular (PP)                                     | 10,68 | 1971  | 2          | 4,03         | 744          | 0            | 4,50  | 821   | 0          | 10,63 | 1991  | 2          | 8,35  | 1392  | 1          |
| Adelante                                                 | 7,34  | 1355  | 1          | 33,84        | 6247         | 8            | —     | —     | —          | —     | —     | —          | —     | —     | —          |
| Vox                                                      | 5,95  | 1099  | 1          | 3,01         | 556          | 0            | —     | —     | —          | —     | —     | —          | —     | —     | —          |
| Podemos-Sí Se Puede                                      | 4,83  | 892   | 0          | —            | —            | —            | 27,80 | 5075  | 7          | —     | —     | —          | —     | —     | —          |
| Andalucía Por Sí (AxSÍ)                                  | —     | —     | —          | 16,48        | 3042         | 4            | —     | —     | —          | —     | —     | —          | —     | —     | —          |
| Equo-Los Verdes (LV)                                     | —     | —     | —          | 5,20         | 961          | 1            | 13,15 | 2400  | 3          | 8,45  | 1583  | 2          | 5,58  | 930   | 1          |
| Partido Andalucista (PA)-Espacio Plural Andaluz (AP-And) | —     | —     | —          | —            | —            | —            | 28,47 | 5197  | 7          | 45,87 | 8591  | 12         | 17,58 | 2929  | 4          |
| Ciudadanos por El Río (CPER)                             | —     | —     | —          | —            | —            | —            | —     | —     | —          | 6,68  | 1251  | 1          | —     | —     | —          |

## Evolución de la deuda viva municipal
El concepto de deuda viva contempla sólo las deudas con cajas y bancos relativas a créditos financieros, valores de renta fija y préstamos o créditos transferidos a terceros, excluyéndose, por tanto, la deuda comercial.
| Gráfica de evolución de la deuda viva del Ayuntamiento entre 2008 y 2023                              |
| |
| Deuda viva del Ayuntamiento de Puerto Real, en miles de euros, según datos del Ministerio de Hacienda |